# Duitse deelstaatverkiezingen in Hessen 2018
De verkiezingen van 2018 voor de twintigste Landdag van de Duitse deelstaat Hessen werden gehouden op 28 oktober 2018.

## Stemming
| Partij                      | Percentage van de stemmen | Zetels |
| --------------------------- | ------------------------- | ------ |
| CDU                         | 27,0 %                    | 40     |
| GRÜNE                       | 19,8 %                    | 29     |
| SPD                         | 19,8 %                    | 29     |
| Alternative für Deutschland | 13,1 %                    | 19     |
| FDP                         | 7,5 %                     | 11     |
| Die Linke                   | 6,3 %                     | 9      |
| Overigen                    | 6,5 %                     | 0      |
| Totaal                      | 100 %                     | 137    |

De andere partijen die meededen haalden de kiesdrempel van 5% niet. Het opkomstpercentage bedroeg 67,3%.
Ten opzichte van de vorige deelstaatverkiezingen wonnen de GRÜNE en de AfD flink en verloor de CDU en SPD fors.
Na de verkiezingen vormde de CDU een coalitie met GRÜNE en bleef Bouffier in functie.
Op grond van de verkiezingen kon CDU en GRÜNE een Landsregering vormen (zij beschikken tezamen over 69 van de 137 zetels in het deelstaatparlement).